# Internationale Friedensfahrt 1967
Die 20. Internationale Friedensfahrt (Course de la paix) war ein Radrennen, das vom 10. bis 25. Mai 1967 ausgetragen wurde und von Warschau über Ost-Berlin nach Prag führte. In der Einzelwertung siegte der Belgier Marcel Maes, die Mannschaftswertung gewann Polen, als aktivster Fahrer (Violettes Trikot) wurde der DDR-Aktive Manfred Dähne ausgezeichnet. Maes gewann auch die Bergwertung.

## Teilnehmer
An der Jubiläumstour nahmen 120 Fahrer aus 20 Ländern teil. Gegenüber dem Vorjahr fehlten Italien und Norwegen; Kuba und die Mongolei waren nach einjähriger Pause wieder vertreten. Erstmals seit 1958 hatte auch der bundesdeutsche Radsportverband wieder eine Mannschaft entsandt.
Das Teilnehmerfeld bestand aus folgenden Mannschaften:
| - Algerien - Belgien - BR Deutschland - Bulgarien - Dänemark - DDR - Finnland - Frankreich - Großbritannien - Jugoslawien | - Kuba - Marokko - Mongolei - Niederlande - Polen - Rumänien - Schweiz - Sowjetunion (UdSSR) - Tschechoslowakei (ČSSR) - Ungarn |

Für den Radsport-Verband der DDR traten an:

Klaus Ampler, Manfred Dähne, Dieter Grabe, Günter Hoffmann, Siegfried Huster und Rainer Marks
Der Bund Deutscher Radfahrer hatte folgende Fahrer nominiert:

Ortwin Czarnowski, Burkhard Ebert, Jürgen Goletz, Martin Gombert, Dieter Leitner und Jürgen Walter.

## Strecke
Die Friedensfahrt 1967 hatte eine Gesamtlänge von 2307 Kilometern und war in 16 Etappen unterteilt. Die fünfte und die neunte Etappe wurden als Einzelzeitfahren ausgetragen. Die vierte Etappe von Bydgoszcz nach Słupsk in Polen war mit 214 Kilometern der längste Tagesabschnitt. Während in Polen nur Flachlandetappen gefahren wurde, gab es im Erzgebirge und Nordböhmen zwischen Karl-Marx-Stadt und Liberec drei Bergetappen.

## Rennverlauf
Erster Träger des Gelben Trikots war der Tourgewinner von 1965, der Tschechoslowake Jan Smolík. Er verlor es danach zwar kurzfristig an die DDR-Fahrer Manfred Dähne und Rainer Marx, übernahm es aber wieder nach der fünften Etappe. Danach sah es aus, als könnte er seinen Sieg von 1964 wiederholen, er verteidigte seine Spitzenposition bis zum 13. Tagesabschnitt. In den Bergen zwischen Ústí nad Labem und Liberec verlor er aber fast acht Minuten und musste das Gelbe Trikot an den Belgier Marcel Maes abgeben. Auf den drei letzten Etappen behauptete sich Maes an der Spitze und nahm seinem Verfolger Angel Kirilow aus Bulgarien noch weitere Zeit ab, sodass er in Prag mit einem Vorsprung von 4:54 Minuten in der Gesamtwertung ankam. Seinen Erfolg verdankte er vor allem seiner Stärke in den Bergen, er gewann die Bergwertung ebenfalls mit großem Vorsprung. Bester DDR-Fahrer wurde Günter Hoffmann auf Rang fünf mit 7:27 Minuten Rückstand zum Sieger, 20:04 Minuten lag der beste bundesdeutsche Fahrer Ortwin Czarnowski auf Platz 19 zurück.
Der Kampf um die Blauen Trikots in der Mannschaftswertung wurde lange Zeit zwischen den drei Gastgeberländern Polen, DDR und Tschechoslowakei ausgetragen. Diese endgültige Reihenfolge stand schon nach der 13. Etappe fest. Die DDR-Mannschaft hatte das Handicap zu tragen, dass Dieter Grabe schon während des zehnten Tagesabschnitts ausgeschieden war. Die Fahrer des Bundes Deutscher Radfahrer erzielten mit Platz sieben einen Achtungserfolg. Tragisch verlief die Tour für die französische Mannschaft, die noch auf den Etappen sechs bis zehn die Blauen Trikots getragen hatte, danach aber einen totalen Einbruch erlebte und schließlich aus der Wertung fiele, weil fünf ihrer Mannschaftsglieder ausgeschieden waren. Zwei von ihnen (Jose Catieau und Marcel Duchemin) wurden wegen eines Dopingverdachtes aus dem Rennen ausgeschlossen.

### Etappenübersicht
| Etappe | Start – Ziel                             | Etappensieger                     | Etappen- länge | Zeit (h) | km/h |
| 01     | Rund um Warschau                         | Jan Smolík (CSSR)                 | 112 km         | 2:25:04  | 46,3 |
| 02     | Kutno – Posen                            | Manfred Dähne (DDR)               | 176 km         | 3:37:39  | 48,1 |
| 03     | Posen – Bydgoszcz                        | Jan Smolík (CSSR)                 | 134 km         | 3:13:55  | 41,2 |
| 04     | Bydgoszcz – Słupsk                       | Rainer Marks (DDR)                | 214 km         | 4:53.27  | 43,6 |
| 05     | Sławno – Koszalin Einzelzeitfahren       | Henri Heintz (Frankreich)         | 042 km         | 1:05:09  | 38,5 |
| 06     | Koszalin – Stettin                       | Jan Serpenti (Niederlande)        | 160 km         | 3:35:45  | 44,6 |
| 07     | Stettin – Ost-Berlin                     | Zenon Czechowski (Polen)          | 157 km         | 3:37:20  | 43,0 |
| 08     | Ost-Berlin – Leipzig                     | Piet Tesselaar (Niederlande)      | 210 km         | 4:49:54  | 43,4 |
| 09     | Leipzig – Halle (Saale) Einzelzeitfahren | Marcel Duchemin (Frankreich)      | 040 km         | 0:57:58  | 43,0 |
| 10     | Halle (Saale) – Gera                     | Laszlo Pavlic (Jugoslawien)       | 112 km         | 2:47:49  | 39,6 |
| 11     | Gera – Karl-Marx-Stadt                   | Piet Tesselaar (Niederlande)      | 180 km         | 4:57:20  | 36,0 |
| 12     | Karl-Marx-Stadt – Pilsen                 | Jean-Marie Gorez (Belgien)        | 170 km         | 4:30:15  | 37,6 |
| 13     | Pilsen – Ústí nad Labem                  | Rainer Marks (DDR)                | 170 km         | 4:01:38  | 41,7 |
| 14     | Ústí nad Labem – Liberec                 | William Bilsland (Großbritannien) | 128 km         | 3:19:07  | 38,3 |
| 15     | Liberec – Hradec Králové                 | Zenon Czechowski (Polen)          | 155 km         | 3:34:52  | 43,1 |
| 16     | Hradec Králové – Prag                    | Hans Tesselaar (Niederlande)      | 147 km         | 3:29:47  | 42,0 |

## Endresultate
| Einzelwertung                     | Einzelwertung      | Einzelwertung  | Einzelwertung |
| --------------------------------- | ------------------ | -------------- | ------------- |
|                                   | Fahrer             | Mannschaft     | Zeit          |
| 01.                               | Marcel Maes        | Belgien        | 55:23:39 h    |
| 02.                               | Angel Kirilow      | Bulgarien      | + 5:09 min    |
| 03.                               | Jan Magiera        | Polen          | + 6:34 min    |
| 04.                               | Jan Smolík         | CSSR           | + 7:23 min    |
| 05.                               | Günter Hoffmann    | DDR            | + 7:27 min    |
| 06.                               | Andrzej Blawdzin   | Polen          | + 7:44 min    |
| 07.                               | Henri Heintz       | Frankreich     | + 8:48 min    |
| 08.                               | Pavel Doležel      | CSSR           | + 9:21 min    |
| 09.                               | Rainer Marks       | DDR            | + 11:41 min   |
| 10.                               | Gainan Saidchushin | UdSSR          | + 14:07 min   |
| 11.                               | Gabriel Moiceanu   | Rumänien       | + 14:24 min   |
| 12.                               | Marian Kegel       | Polen          | + 15:02 min   |
| 13.                               | Viktor Öschger     | Schweiz        | + 16:35 min   |
| 14.                               | Franscois Mintjens | Belgien        | + 17:57 min   |
| 15.                               | Czeslaw Polewiak   | Polen          | + 19:25 min   |
| 16.                               | Witali Tkatschenko | UdSSR          | + 19:28 min   |
| 17.                               | Zenon Czechowski   | Polen          | + 19:36 min   |
| 18.                               | Siegfried Huster   | DDR            | + 19:53 min   |
| 19.                               | Ortwin Czarnowski  | BR Deutschland | + 20:04 min   |
| 20.                               | Atanas Sawtschew   | Bulgarien      | + 24:20 min   |
| 0…                                |                    |                |               |
| 22.                               | Klaus Ampler       | DDR            | + 25:04 min   |
| 26.                               | Martin Gombert     | BR Deutschland | + 26:56 min   |
| 28.                               | Jürgen Goletz      | BR Deutschland | + 28:00 min   |
| 39.                               | Manfred Dähne      | DDR            | + 50:14 min   |
| 44.                               | Burkhard Ebert     | BR Deutschland | + 1:01:18 h   |
| 64.                               | Dieter Leitner     | BR Deutschland | + 1:46:15 h   |
| 65.                               | Jürgen Walter      | BR Deutschland | + 1:47:46 h   |
| 0…                                |                    |                |               |
| 84.                               | Perti Karhu        | Finnland       | + 4:52:09 h   |
| ausgeschieden: Dieter Grabe (DDR) |                    |                |               |

| Mannschaftswertung | Mannschaftswertung                      | Mannschaftswertung | Mannschaftswertung |
| ------------------ | --------------------------------------- | ------------------ | ------------------ |
|                    | Mannschaft                              | Zeit               |                    |
| 01.                | Polen                                   | 166:26:57 h        |                    |
| 02.                | DDR                                     | + 4:12 min         |                    |
| 03.                | Tschechoslowakei                        | + 11:41 min        |                    |
| 04.                | Bulgarien                               | + 20:51 min        |                    |
| 05.                | Sowjetunion                             | + 38:54 min        |                    |
| 06.                | Belgien                                 | + 43:12 min        |                    |
| 07.                | BR Deutschland                          | + 49:21 min        |                    |
| 08.                | Jugoslawien                             | + 55:31 min        |                    |
| 09.                | Ungarn                                  | + 58:56 min        |                    |
| 10.                | Schweiz                                 | + 59:18 min        |                    |
| 11.                | Rumänien                                | + 59:26 min        |                    |
| 12.                | Niederlande                             | + 1:08:49 h        |                    |
| 13.                | Großbritannien                          | + 2:16:53 h        |                    |
| 14.                | Dänemark                                | + 3:34:18 h        |                    |
| 15.                | Marokko                                 | + 3:41:33 h        |                    |
| 16.                | Algerien                                | + 4:23:52 h        |                    |
| 17.                | Finnland                                | + 8:30:08 h        |                    |
|                    | ausgeschieden: Frankreich Kuba Mongolei |                    |                    |

| Aktivster Fahrer | Aktivster Fahrer | Aktivster Fahrer | Aktivster Fahrer |
| ---------------- | ---------------- | ---------------- | ---------------- |
|                  | Fahrer           | Mannschaft       | Punkte           |
| 01.              | Manfred Dähne    | DDR              | 28               |
| 02.              | Janos Juszko     | Ungarn           | 27               |
| 03.              | Marcel Maes      | Belgien          | 25               |
| 04.              | Hans Tesselaar   | Niederlande      | 21               |
| 04.              | Ole Hojlund      | Dänemark         | 21               |

| Bergwertung | Bergwertung        | Bergwertung | Bergwertung |
| ----------- | ------------------ | ----------- | ----------- |
|             | Fahrer             | Mannschaft  | Punkte      |
| 01.         | Marcel Maes        | Belgien     | 42          |
| 02.         | Piet Tesselaar     | Niederlande | 29          |
| 03.         | Andrzej Blawdzin   | Polen       | 18          |
| 04.         | Siegfried Huster   | DDR         | 17          |
| 05.         | Witali Tkatschenko | UdSSR       | 12          |